# کریستینا آکهوا
کریستینا آکهوا (به انگلیسی: Kristina Akheeva) (زاده ۱ نوامبر ۱۹۸۶) مدل، بازیگر استرالیایی است.
از فیلم‌هایی که وی در آن نقش داشته‌است می‌توان به دیوانه روانی عاشق ۲ اشاره کرد.